# Unutuluni
Unutuluni ist eine Ortschaft im Departamento La Paz im südamerikanischen Anden-Staat Bolivien.

## Lage im Nahraum
Unutuluni ist eine der Ortschaften im Municipio Tipuani in der Provinz Larecaja. Die Ortschaft liegt auf einer Höhe von 872 m an einem rechten Nebenfluss des Río Tipuani, der vom Nordhang des Illampú kommend bei Guanay in den Río Mapiri fließt, einen Nebenfluss des Río Beni.

## Geographie
Unutuluni liegt nordöstlich des Titicacasees am Ostrand der Anden-Gebirgskette der Cordillera Real.
Die mittlere Durchschnittstemperatur der Region liegt bei etwa 24 °C, der Jahresniederschlag beträgt etwa 1400 mm (siehe Klimadiagramm Mapiri).
Die Region weist keinen ausgeprägten Temperaturverlauf auf, die Monatsdurchschnittstemperaturen schwanken nur unwesentlich zwischen 21 °C im Juni und Juli und 26 °C von November bis Januar, und auch die Tages- und Nachttemperaturen weisen nur geringe Schwankungen auf. Die Monatsniederschläge liegen zwischen unter 50 mm in den Monaten Juni und Juli und etwa 200 mm von Dezember bis Februar.

## Wirtschaft
Das Tipuani-Tal ist das wichtigste Goldminengebiet Boliviens. Der Abbau geschieht sowohl im offenen Tagebau als auch in unterirdischen Minen, die sich in bis zu 100 m Tiefe befinden. Für die Stabilisierung der Minenschächte ist in den vergangenen Jahrhunderten in großem Maße der Naturwald rings um das Tipuani-Tal gerodet worden, so dass sich hier unfruchtbare Grasländer ausgebreitet haben, welche den steilen Hänge des Tipuani-Tals nicht mehr genügend Halt geben. So forderte im März 2003 ein Erdrutsch oberhalb der Ortschaft Chima mehr als einhundert Todesopfer, und auch in zwei anderen Dörfern des Tals ereigneten sich in der Zwischenzeit ähnliche Katastrophen. Da die Goldfunde in dem Fluss und den Minen nur von geringer Ergiebigkeit sind, leben 90 Prozent der Bevölkerung unter der Armutsgrenze, so dass auch die Ortschaft Unutuluni von großer Armut geprägt ist.

## Verkehrsnetz
Unutuluni liegt etwa 300 Straßenkilometer nördlich von La Paz, der Hauptstadt des gleichnamigen Departamentos.
Von La Paz führt die teilweise asphaltierte Nationalstraße Ruta 3 in nordöstlicher Richtung 160 Kilometer über Cotapata bis Caranavi, von dort zweigt die unbefestigte Ruta 25 ab, die nach 70 Kilometern Guanay erreicht und weiter nach Mapiri und Apolo führt. Von Guanay aus führt eine dreistündige Fahrt über kaum befestigte Straßen in südwestlicher Richtung entlang des Río Tipuani über die Stadt Tipuani und von dort weiter nach Unutuluni.

## Bevölkerung
Die Einwohnerzahl der Stadt ist in den vergangenen beiden Jahrzehnten deutlich angestiegen:
| Jahr | Einwohner         | Quelle       |
| ---- | ----------------- | ------------ |
| 1992 | keine Detaildaten | Volkszählung |
| 2001 | 500               | Volkszählung |
| 2012 | 857               | Volkszählung |
| 2024 |                   | Volkszählung |

Die Region weist einen nicht unwesentlichen Anteil an indigener Bevölkerung auf, im Municipio Tipuani sprechen 28,8 Prozent der Bevölkerung Aymara und 15,5 Prozent Quechua.